# نورالدین صادق‌اف
نورالدین صادق‌اف (ترکی آذربایجانی: Nurəddin Sadıq oğlu Sadıqov; december ۵, ۱۹۳۵ – ۲۲ دسامبر ۲۰۰۹ (Aged 74)) سیاست‌مدار اهل جمهوری آذربایجان بود.